# علی‌کند
علی‌کند یا آلی‌کند روستایی از توابع بخش سیمینه شهرستان بوکان در استان آذربایجان غربی ایران است.

## جمعیت
این روستا در دهستان آختاچی شرقی قرار دارد و براساس سرشماری مرکز آمار ایران در سال ۱۳۸۵، جمعیت آن ۱۳۹ نفر (۲۷ خانوار) بوده‌است.